# Uwe Steger
Uwe Steger (* 23. Februar 1971) ist ein deutscher Akkordeonist.

## Leben
Uwe Steger studierte an der Hochschule für Musik „Hanns Eisler“ in Berlin bei Eduard Wall. Zwischen 1983 und 1993 war er Preisträger nationaler und internationaler Wettbewerbe. Bis 2001 war er Stipendiat bei der Yehudi-Menuhin-Stiftung „Live Music Now“. Seit 1997 war er in freiberuflicher Zusammenarbeit mit Theatern und Orchestern in Ostdeutschland – besonders in Berlin, Leipzig, Chemnitz und Rudolstadt. Seit 2007 ist er Endorser bei ROLAND, seit 2016 auch bei BUGARI. Seit 2009 ist er Dozent an der Hochschule für Musik und Theater „Felix Mendelssohn Bartholdy“ in Leipzig.
Uwe Steger arbeitete mit Montserrat Caballé, Ute Lemper, Klaus Hoffmann, Maria Bill, Ina Deter, Christina Lux, Manfred Maurenbrecher, Katharine Mehrling, Rainer Oleak, Pe Werner  zusammen.

## Bands
Er war/ist ständiges Mitglied u. a. bei:
- Schnaftl Ufftschik
- Rachelina und die Maccheronies
- Leschenko – Orchester

## Auszeichnungen
Uwe Steger war bei folgenden Wettbewerben prämiert
- 1990: Finalist beim Hugo Hermann Wettbewerb
- 1990: Finalist beim 1. Bayan Festival in Moskau
- 1990: Spezial Preis von Mogens Ellegaard
- 1991: 1. Preis beim Deutschen Akkordeon-Musikpreis in Baden-Baden
- 2007: 2. Preis beim internationalen V-Accordion Festival in Rom.

Einige Stücke – darunter das Pflichtstück des Internationalen Akkordeonwettbewerbs Klingenthal 1998 – wurden ihm gewidmet.